# 그리스 태초신
태초신은 그리스 신화에서 세계가 만들어지던 당시 태초부터 있던 신들을 말한다. '처음 태어난 자'라는 뜻으로 프로토게노이(그리스어: Πρωτογενοι, 영어: Protogenoi)라고도 한다. 세계가 만들어질 당시에 혼돈으로부터 갈라져 나온 신들을 뜻하며 대개 '빛', '어둠', '하늘', '대지'와 같은 추상적인 개념의 의인화된 신으로 묘사된다.
이러한 태초의 신들의 개념은 그리스 신화와 문학에서 자주 등장하며 나중에 로마시대에까지 널리 알려진 개념으로 받아들여졌다.

## 주요 프로토게노이
카오스, 아이테르, 가이아, 우라노스, 헤메라, 크로노스, 에레보스, 닉스, 오피온, 타르타로스, 아난케 등.

## 같이 보기
- 비블리오테케
- 그리스 신들의 가계도